# 90. genfi zsoltár
A 90. genfi zsoltár – kezdősora szerint: Tebenned bíztunk eleitől fogva – Béza Tódor zsoltároskönyvéből származik, zenéjét Loys Bourgeois szerezte. 1607-től kezdve Szenczi Molnár Albert fordításában a magyar reformátusok énekei közé is bekerült; a 19. századtól kezdve gyakori használata a felekezeti öntudat erősítését szolgálta, egyes vélemények szerint azonban néphimnusz szerepet töltött be. Benedek Elek a legszebb és legnehezebb zsoltárnak tekintette.
A hagyomány úgy tartja, hogy Bocskai István hajdúi ezt a zsoltárt énekelték harcba indulván.